# Roberto Guerrero
Roberto José Guerrero Isaza (* 16. listopadu 1958, Medellín) je kolumbijský automobilový závodník.
V roce 1981 se mu podařilo vyhrát závod Formule 2 v Thruxtonu, za celou sezónu byl pak sedmý. O rok později přešel do Formule 1, kde se mu ale dařilo již méně. V sezónách 1982 a 1983 startoval celkem ve 29 velkých cenách, nejlépe se umístil na osmé příčce. Poté se přesunul do USA, kde závodil v sérii CART, v níž se mu v roce 1987 podařilo vyhrát dva závody seriálu. Závodu 500 mil Indianapolis se zúčastnil 17krát, pětkrát se dostal do první pětice, nevyhrál ale ani jednou.
V roce 1989 získal americké občanství. S ženou a třemi dětmi bydlí v San Juan Capistrano v Kalifornii.